# Sebastián Assis
Alberto Sebastián Assis Silva (Tacuarembó, Uruguay; 4 de marzo de 1993) es un futbolista uruguayo. Juega como mediocampista central y su primer equipo fue Tacuarembó. Actualmente milita en Cerro Largo de la Primera División.

## Estadísticas
- Actualizado el 18 de agosto de 2025.

### Clubes
| Club                  | Div.                | Temporada           | Liga | Liga | Copa Nacional | Copa Nacional | Copa Internacional | Copa Internacional | Total | Total |
| Club                  | Div.                | Temporada           | PJ   | G    | PJ            | G             | PJ                 | G                  | PJ    | G     |
| --------------------- | ------------------- | ------------------- | ---- | ---- | ------------- | ------------- | ------------------ | ------------------ | ----- | ----- |
| Tacuarembó · Uruguay  | 2.ª                 | 2013/14             | 25   | 2    | -             | -             | -                  | -                  | 25    | 2     |
| Tacuarembó · Uruguay  | 1.ª                 | 2014/15             | 27   | 1    | -             | -             | -                  | -                  | 27    | 1     |
| Tacuarembó · Uruguay  | 2.ª                 | 2015/16             | 20   | 0    | -             | -             | -                  | -                  | 20    | 0     |
| Tacuarembó · Uruguay  | Total               | Total               | 72   | 3    | -             | -             | -                  | -                  | 72    | 3     |
| Cerro Largo · Uruguay | 2.ª                 | 2017                | 25   | 2    | -             | -             | -                  | -                  | 25    | 2     |
| Cerro Largo · Uruguay | 2.ª                 | 2018                | 25   | 1    | -             | -             | -                  | -                  | 25    | 1     |
| Cerro Largo · Uruguay | 1.ª                 | 2019                | 32   | 1    | -             | -             | -                  | -                  | 32    | 1     |
| Cerro Largo · Uruguay | 1.ª                 | 2024                | 31   | 3    | -             | -             | 1                  | 0                  | 32    | 3     |
| Cerro Largo · Uruguay | 1.ª                 | 2025                | 22   | 0    | 1             | 1             | 9                  | 1                  | 32    | 2     |
| Cerro Largo · Uruguay | Total               | Total               | 135  | 7    | 1             | 1             | 10                 | 1                  | 146   | 9     |
| Unión Argentina       | 1.ª                 | 2019/20             | 2    | 0    | 1             | 0             | 0                  | 0                  | 3     | 0     |
| Unión Argentina       | 1.ª                 | 2020                | -    | -    | 4             | 0             | 1                  | 0                  | 5     | 0     |
| Unión Argentina       | Total               | Total               | 2    | 0    | 5             | 0             | 1                  | 0                  | 8     | 0     |
| Orense · Ecuador      | 1.ª                 | 2021                | 25   | 1    | -             | -             | -                  | -                  | 25    | 1     |
| Orense · Ecuador      | 1.ª                 | 2022                | 24   | 0    | 2             | 0             | -                  | -                  | 26    | 0     |
| Orense · Ecuador      | 1.ª                 | 2023                | 30   | 2    | 0             | 0             | -                  | -                  | 30    | 2     |
| Orense · Ecuador      | Total               | Total               | 79   | 3    | 2             | 0             | -                  | -                  | 81    | 3     |
| Total en su carrera   | Total en su carrera | Total en su carrera | 288  | 13   | 8             | 1             | 11                 | 1                  | 307   | 15    |

## Palmarés

### Campeonatos nacionales
| Título                       | Club        | País    | Año  |
| ---------------------------- | ----------- | ------- | ---- |
| Segunda División Profesional | Tacuarembó  | Uruguay | 2014 |
| Segunda División Profesional | Cerro Largo | Uruguay | 2018 |